# San Francisco Tecóac Colonia
San Francisco Tecóac Colonia är en ort i Mexiko.   Den ligger i kommunen Huamantla och delstaten Tlaxcala, i den sydöstra delen av landet, 120 km öster om huvudstaden Mexico City. San Francisco Tecóac Colonia ligger 2 516 meter över havet och antalet invånare är 266.
Terrängen runt San Francisco Tecóac Colonia är varierad. Runt San Francisco Tecóac Colonia är det mycket tätbefolkat, med 2 261 invånare per kvadratkilometer. Närmaste större samhälle är Huamantla, 5,6 km sydost om San Francisco Tecóac Colonia. Trakten runt San Francisco Tecóac Colonia består till största delen av jordbruksmark.